# Скрученіжка
Скрученіжка (Funaria) — рід мохів родини скрученіжкових (Funariaceae). Він включає 52 види й поширений на всіх континентах, у т. ч. антарктичному узбережжі
.

## Характеристика
Рослини від невеликого до середнього розміру, зграйні або з пучком, від яскраво-зеленого до жовтувато-зеленого. Стебла короткі, прямостоячі, прості, за винятком короткої прикореневої антеридіальної гілки. Листки більші та прямостоячі дистально, зменшені проксимально, від видовжено-яйцеподібних до широкооберненояйцевидних дистально. Коробочка асиметрична й зазвичай вигнута, від жовтого до коричневого кольору, грушоподібна, часто борозниста або складчаста, коли суха і порожня Спори кулясті, гладкі або сосочкові.